# وانا، پاکستان
وانا (به انگلیسی: Wanna) یک منطقهٔ مسکونی در پاکستان است که در وزیرستان جنوبی واقع شده‌است. وانا ۱٬۳۸۷ متر بالاتر از سطح دریا واقع شده‌است.